# Pygoscelis papua

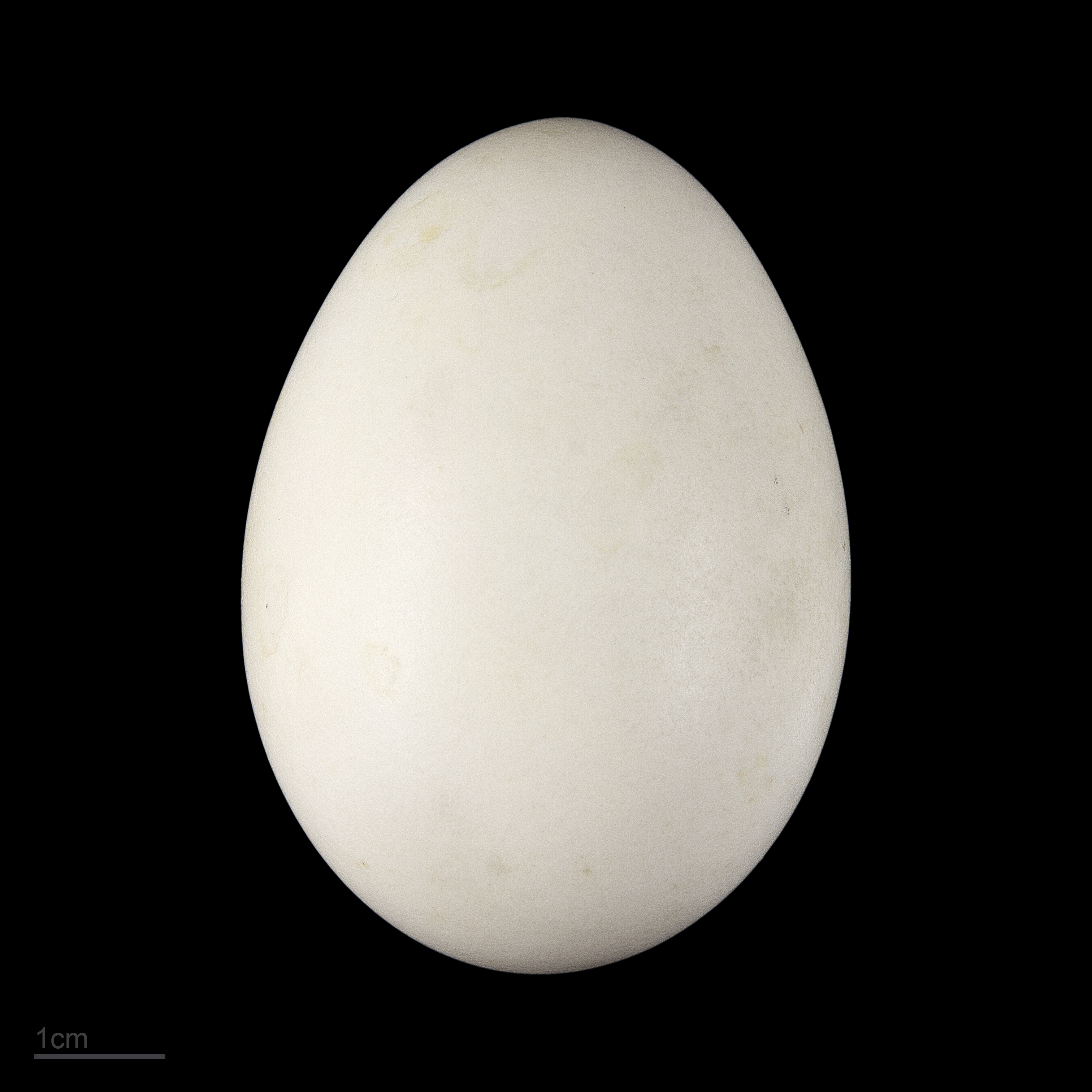
Uovo di Pygoscelis papua

Il pigoscelide comune o pinguino Papua (Pygoscelis papua (Forster, 1781)) è un uccello della famiglia Spheniscidae, diffuso nella regione antartica.

## Descrizione
Il pinguino Papua è lungo dai 51 ai 90 centimetri e pesa 4,5-8 kg il che ne fa (anche se le sue dimensioni variano) il terzo pinguino più grande del mondo. Ha un corpo affusolato di colore bianco sul ventre e nero, a volte con sfumature brunastre, su testa e dorso; ciò che lo distingue è la fascia bianca, meno presente nei giovani, che collega gli occhi passando per la sommità della testa. Ha zampe arancioni, becco rosso-arancio con punta nera nella parte inferiore e margine superiore del becco nero; ha una coda relativamente lunga. La specie non ha alcun dimorfismo sessuale per quanto riguarda il piumaggio ma i maschi sono leggermente più grandi delle femmine. Il pinguino papua mentre cammina mantiene la coda sollevata dal suolo e le ali volte all'indietro.

## Biologia

### Riproduzione
La stagione riproduttiva del pinguino papua inizia nella primavera australe quando verso ottobre i pinguini si dirigono fino a 1-2 km dalla costa, in terreni rocciosi o erbosi anche a molti metri di altezza sul livello del mare. I primi ad arrivare alla colonia, che di solito non supera qualche centinaio di coppie, sono i maschi che scelgono i territori migliori anche contendendoseli con colpi di becco o di ali; successivamente attirano una femmina nel nido costruito con ciottoli, erba, piume che vi deporrà due uova a distanza di 4 giorni circa. I genitori covano entrambi le uova con turni di 2-3 giorni mantenendosi in posizione orizzontale per tenere l'uovo a contatto con una zona ventrale altamente vascolarizzata che tiene l'uovo al caldo. L'incubazione dura poco più di un mese e dopo la schiusa i genitori provvedono a nutrire e proteggere i piccoli che dopo 3-4 settimane possono riunirsi in gruppi in attesa dei genitori a pesca. I piccoli raggiungono l'indipendenza dopo poco più di tre mesi, in seguito i genitori si impegnano nella caccia per accumulare grasso che servirà durante la muta annuale, dato che durante la muta non riescono a nuotare.

### Alimentazione
Il pinguino papua è attivo di giorno e può spostarsi per oltre 20 km per cercare cibo; compie immersioni brevi per cercare le prede e altre più lunghe per catturarle: riesce a stare in immersione per 7 minuti e può raggiungere i 166 m di profondità. Durante la caccia il pinguino diminuisce il consumo di ossigeno rallentando il battito cardiaco e utilizzando le riserve di ossigeno immagazzinate nei muscoli tramite la mioglobina. Il pinguino papua si nutre di pesci, calamari, krill e crostacei che cattura grazie alla sua velocità, infatti può raggiungere la velocità massima di 36 km/h, il che lo rende il pinguino più veloce del mondo.

## Distribuzione e habitat
È diffuso nella regione circumpolare antartica, con un areale che si estende in latitudine dalla penisola Antartica (65°16'S) alle isole Crozet (46°00'S). Le tre maggiori colonie, che comprendono l'80% della popolazione globale, si trovano sulle isole Falkland, nella Georgia del Sud e isole Sandwich meridionali e nella penisola Antartica (incluse le isole Shetland Meridionali).

## Sistematica
Definito da J. R. Foster come Aptenodytes papua nel 1781.
Suddiviso in 2 sottospecie: 
- P. papua papua (J.R.Forster, 1781)
- P. papua ellsworthi (Murphy, 1947)

## Riferimenti nella cultura
- Il Pygoscelis papua viene anche chiamato pinguino Gentoo. I pinguini di questa specie sono i più veloci sott'acqua, potendo raggiungere velocità di circa 36 km/h.[senza fonte] Per questo motivo, gli sviluppatori della distribuzione Linux Gentoo hanno scelto tale nome.
- I protagonisti del film I pinguini di Mr. Popper (2011), sono dei pinguini Papua.